# يانيك نزوزا
يانيك نزوزا (مواليد 15 نوفمبر 2003) هو لاعب كرة سلة كونغولي يلعب في مركز الوسط في نادي بالونكيستو مالقا.